# 大觀路 (昆明)
大觀路是中華人民共和國雲南省昆明市西山區一條西南-東北走向道路，西南起自大觀公園，東北至西昌路，為大觀河的沿岸道路，全長2526米。大觀路在明朝時就是沿河道路。清朝初年，當局在疏通整治大觀河時拓寬路面。1917年，道路改建為砂石馬路，此時又稱砂馬路。1933年更名為大觀路，路名來自於大觀樓。道路沿途有中国人民解放军联勤保障部队第九二〇医院。